# Drago Šketa
Drago Šketa, slovenski pravnik, * 11. januar 1969, Maribor.
Drago Šketa je 4.maja 2023 nastopil drugi mandat generalnega državnega tožilca Republike Slovenije in je prvi generalni državni tožilec Republike Slovenije, ki je dobil drugi mandat na čelu državnega tožilstva. 

## Izobraževanje
Drago Šketa je študiral na Pravni fakulteti v Mariboru, kjer je bil sprva štipendist Zoisovega sklada za nadarjene študente, nato pa štipendist Ministrstva za pravosodje. Ob diplomi leta 1995 je prejel tudi rektorjevo nagrado Univerze v Mariboru za najboljšega študenta v generaciji na fakulteti. 
Po zaključeni diplomi je dve leti opravljal pripravništvo na Višjem sodišču v Mariboru ter leta 1997 uspešno opravil pravniški državni izpit. 

## Kariera državnega tožilca
Leta 2004 je  bil imenovan na funkcijo okrožnega državnega tožilca na Okrožnem državnem tožilstvu v Mariboru in bil istega leta postavljen na mesto vodje oddelka za alternativno reševanje kazenskih zadev in izdajo kaznovalnih nalogov. 
Ministrstvo za pravosodje RS ga  je leta 2008 imenovalo na mesto namestnika vodje Okrožnega državnega tožilstva v Mariboru, dve leti kasneje pa ga je vlada imenovala na mesto vodje Okrožnega državnega tožilstva v Mariboru. Na to mesto je bil ponovno imenovan leta 2016.
V okviru svojih del in nalog vodje okrožnega državnega tožilstva je, poleg vodstvene funkcije, obravnaval tudi širši spekter kaznivih dejanj iz različnih področij kazenskega prava.
V letu 2011 je, na podlagi Zakona o državnem tožilstvu (ZDT-1), pridobil naslov višjega državnega tožilca in postal član Državnotožilskega sveta, kjer je bil od leta 2015 do nastopa prvega mandata  generalnega državnega tožilca 4. maja 2017 tudi njegov podpredsednik.
Vzporedno z omenjenimi funkcijami je bil na predlog  generalnega državnega tožilca in sklepa Vlade RS, od leta 2012 imenovan za predsednika Delovne skupine za Strategijo obvladovanja gospodarske kriminalitete v Republiki Sloveniji in za skrbnika Uredbe o sodelovanju državnega tožilstva, policije in drugih pristojnih državnih organov in institucij pri odkrivanju in pregonu storilcev kaznivih dejanj ter delovanju specializiranih in skupnih preiskovalnih skupin. V omenjeni skupini, v katero je bilo vključenih 12 ministrstev, uradov in agencij, je usklajeval aktivnosti v postopkih odkrivanja kaznivih dejanj ter aktivnosti povezane s sorodnimi problematikami.
V okviru Društva državnih tožilcev RS je bil član častnega disciplinskega razsodišča.
Generalni državni tožilec Drago Šketa je avtor številnih delovnih prispevkov, ki se nanašajo na problematiko tožilskega dela ter institutov povezanih s kazensko zakonodajo.

## Funkcija generalnega državnega tožilca RS
Prvi šestletni mandat na funkciji generalnega državnega tožilca RS v letih 2017 do 2023 je zaznamovalo njegovo prizadevanje za neodvisno vlogo državnega tožilstva in zavzemanje za pravno državo.
Spomladi 2023 je bil imenovan v drugi mandat. Dne 2. 10. 2023  je odstopil iz omenjenega položaja in mu je funkcija generalnega državnega tožilca prenehala s 1. 11. 2023. 

## Priznanja
Za svoje delo je prejel zahvalo svojega predhodnika na mestu generalnega državnega tožilca Zvonka Fišerja ter zlati znak policije za sodelovanje, ki sta ga podelila ministrica za notranje zadeve ter Ministrstvo za pravosodje ZDA.